# Maeviella cochlearia
Maeviella cochlearia là một loài thực vật có hoa trong họ Huyền sâm. Loài này được (Huber) Rossow mô tả khoa học đầu tiên năm 1985.